# Marcus Aemilius Papus (Konsul)
Marcus Aemilius Papus war ein im 2. Jahrhundert n. Chr. lebender römischer Politiker. In einer Inschrift wird sein vollständiger Name mit Marcus Cutius Marci filius Galeria Priscus Messius Rusticus Aemilius Papus Arrius Proculus Iulius Celsus angegeben.
Durch eine weitere Inschrift, die auf 127/128 datiert wird, sind einige Stationen seiner Laufbahn bekannt, die er bis zu diesem Zeitpunkt absolviert hatte. Er war Tribun der Legio III Augusta (oder der Legio VIII Augusta), Quästor in der Provinz Africa und Legatus legionis der Legio XX Valeria Victrix.
Durch ein Militärdiplom, das auf den 19. Mai 135 datiert ist, ist belegt, dass Papus 135 zusammen mit Lucius Burbuleius Optatus Ligarianus Suffektkonsul war. Aus der ersten Inschrift geht hervor, dass er danach noch Statthalter in der Provinz Dalmatia war.
Papus war in der Tribus Galeria eingeschrieben. Durch eine dritte Inschrift ist der Name seines Sohnes, Marcus Messius Marci filius Galeria Rusticianus Aemilius Lepidus Iulius Celsus Balbinus Arrius Proculus, bekannt, der zugleich ein Schwiegersohn seines Konsulatskollegen Ligarianus war.